# كريستيان ماتشادو (لاعب كرة قدم)
كريستيان ماتشادو (بالإسبانية: Cristhian Machado)‏ هو لاعب كرة قدم بوليفي في مركز الوسط، ولد في 20 يونيو 1990 في كوتشابامبا في بوليفيا. شارك مع منتخب بوليفيا لكرة القدم. أما مع النوادي، فقد لعب مع نادي بوليفار ونادي خورخي ويلسترمان ونيو إنغلاند ريفولوشن.

## وصلات خارجية
- كريستيان ماتشادو (لاعب كرة قدم) على موقع الدوري الأمريكي (الإنجليزية)
- كريستيان ماتشادو (لاعب كرة قدم) على موقع قاعدة بيانات كرة القدم.إي يو (الإنجليزية)
- كريستيان ماتشادو (لاعب كرة قدم) على موقع ناشيونال فوتبول تيمز (الإنجليزية)
- كريستيان ماتشادو (لاعب كرة قدم) على موقع Soccerway.com (الإنجليزية)
- كريستيان ماتشادو (لاعب كرة قدم) على موقع عالم كرة القدم.نت (الإنجليزية)
- كريستيان ماتشادو (لاعب كرة قدم) على موقع AS.com (الإسبانية)